# Iglesia de la Piedad (Venecia)
La iglesia de la Pietà o de Santa Maria della Visitazione es una Iglesia católica de la ciudad de Venecia, del barrio de Castello.

## Historia
Destruida por el deterioro del tiempo, entre 1745 y 1760, según un proyecto de Giorgio Massari, se edificó un nuevo templo a su derecha, aunque su fachada, sin embargo, quedó inacabada hasta principios del siglo XX, concretamente, hasta 1906 no se procedió a la finalización de las obras según los dibujos del proyecto original, con la única variante del ornamento superior (una cruz de mármol en el centro de la parte superior, en lugar de tres estatuas, una en el centro y dos a los lados). Entre 2014 y noviembre de 2021, esta fachada fue objeto de importantes obras de restauración y consolidación.
Recibe este nombre porque se encuentra junto al antiguo orfanato, situado en la calle della Pietà, donde durante el siglo XVIII Antonio Vivaldi prestó su obra. Una placa de 1548 está colocada en el exterior de la iglesia, amenazando con maldiciones y excomuniones, infligidas por Dios mismo, contra aquellos que abandonaron a sus hijos en el cercano orfanato Pietà, si tenían los medios para mantenerlos.

## Descripción

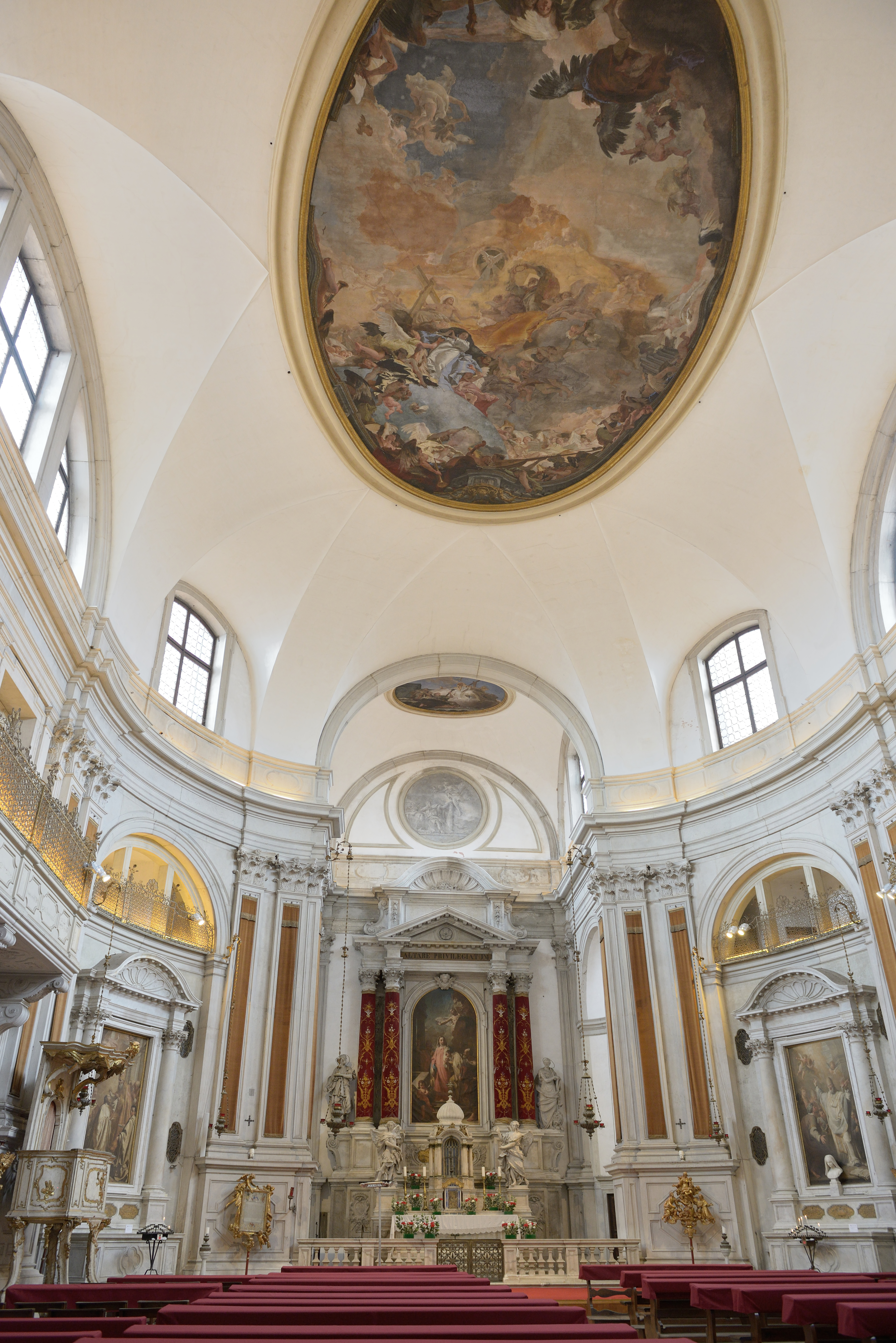
el interior de la iglesia

El interior es de planta ovoide, caracterizado por dos coros con rejas de hierro forjado, que se desarrollan a lo largo de los muros laterales. El techo de la entrada principal alberga un fresco de Giambattista Tiepolo, La Fortezza e la Pace.
En el lado derecho, en el primer altar, se encuentra el retablo Virgen con Putto y Cuatro Santos, obra de Francesco Daggiù, perteneciente a la escuela de Giovanni Battista Piazzetta. También de la escuela Piazzetta es el retablo del segundo altar, San Spiridione haciendo brotar agua de una llama, de Domenico Maggiotto.
El altar de mármol de la capilla mayor data del siglo XVIII y se caracteriza por un rico tabernáculo barroco, rodeado de figuras de bronce dorado, realizadas por Giovanni Maria Morlaiter (Los arcángeles Gabriel y Miguel), Antonio Gai (San Marco) y Giovanni Marchiori (San Pedro). El retablo representa La Visitación ; el trabajo fue iniciado por Giovanni Battista Piazzetta, quien sin embargo murió antes de completarlo, y luego fue completado por Giuseppe Angeli, su alumno. En el techo hay otro fresco de Giambattista Tiepolo, Las Virtudes Teológicas, pintado entre 1754 y 1755.
En el lado izquierdo, el primer altar alberga otro cuadro de Giuseppe Angeli, San Pietro Orseolo recibiendo el hábito de San Romualdo, mientras que en el segundo altar hay un Cristo en la Cruz y Tres Santos de Antonio Marinetti.
Sobre la puerta de entrada del coro hay una pintura de Moretto, Cena en casa di Simone il fariseo, de 1544, que originalmente estaba en el convento de San Fermo e Rustico di Monselice. El techo del coro está decorado con otro fresco de Tiepolo, el Triunfo de la fe.